# イパラ (タボーラ州)
イパラは、タンザニア西部のタボーラ州に属する町の1つである。なお、ドドマ州にも同名の町が存在する。

## 地理・交通

タンザニアの鉄道路線の概略図。タボーラ州の州都のTaboraと、ムワンザ州の州都のMwanzaを結ぶ路線の途中に、イパラが位置する。

### 鉄道
タボーラ州の州都であるタボラと、ムワンザ州の州都であるムワンザを結ぶ鉄道路線は、タボーラ州内でマラガラシ川の主要な支流の1つであるゴンべ川の上流部に当たる河川を渡河する。この渡河地点付近に形成された都市がイパラであり、イパラには鉄道駅が設置されている。

## 気候
イパラの標高は、1172 mである。このためイパラの気候は標高の影響も受けるものの、ケッペンの気候区分ではサバナ気候に分類される。